# Distretto di Na Wang
Il distretto di Na Wang (in thailandese: นาวัง) è un distretto (amphoe) della Thailandia, situato nella provincia di Nong Bua Lamphu.